# 스토니 스컹크
스토니 스컹크(영어: Stony Skunk)는 쿠시와 스컬로 이루어진 대한민국의 힙합 그룹이다. 스나이퍼 사운드 소속이었다가 YG 엔터테인먼트로 이적했다. 2010년에 공식 해체되었다. 해체 이후 스컬은 YG 엔터테인먼트에서 퇴사하여 자체 레이블인 사자 레코드를 설립하였고, 쿠시는 YG 엔터테인먼트에 계속 남아 프로듀서로 활동하고 있다.

## 이전 구성원
스컬
- 본명 : 조성진
- 생년월일 : 1979년 11월 2일(45세)
- 출생지 : 대한민국 서울특별시
- 학력 : 중앙대학교 광고홍보학과
- 포지션 : 보컬
- 활동기간 : 2003년 ~ 2010년

쿠시
- 본명 : 김병훈
- 생년월일 : 1984년 7월 28일(40세)
- 출생지 :  대한민국
- 학력 : 영일고등학교
- 포지션 : 래퍼
- 활동기간 : 2003년 ~ 2010년

## 디스코그래피
- 1집 《Best Seller》 (2003.10.08)
- 2집 《Ragga Muffin》 (2005.06.01)
- 3집 《Skunk Riddim》 (2006.08.04)
- 4집 《More Fyah》 (2007.09.03)

## 참여

### 스토니 스컹크
- MC Sniper 2집 《초행(初行)》 피처링
- YG 10주년 기념 음반 《YG 10th》

### 스컬
- 컴필레이션 《2001 대한민국(천리안)》
- 거미 4집 《Comfort》 피처링
- 용감한 형제 1집 《The Classic》
- Miss S Single 《Miss Independent》 피처링, 작사, 작곡
- 박효신 6집 《Gift Part.2》 피처링, 작사
- MC Sniper 4집 《How Bad Do U Want It?》 피처링
- 배치기 3집 《Out of control》 피처링
- MC Sniper 6집 《Full Time》 피처링

### 쿠시
- 태양 EP 《HOT》 작곡
- G-Dragon 1집 《Heartbreaker》 피처링
- G-Dragon 라이브 앨범 《Shine A Light》 피처링
- 태양 1집 《Solar》 작사, 작곡
- 태양 인터내셔널 릴리즈 앨범 《Solar》 작사, 작곡
- 2NE1 1집 《To Anyone》 작사, 작곡, 편곡
- GD & T.O.P 1집 《GD & TOP》 작곡, 편곡

## 디스 사건

### 최자VS 스토니 스컹크
2006년 최자는 TBNY 1집 수록곡 〈차렷!〉에서 MC 스나이퍼를 디스하였다. 이에 대응하여 MC 스나이퍼와 친했던 스토니 스컹크는 3집 수록곡 〈Buffalo 2006〉으로 최자를 디스하였다.